# Raderthal
Raderthal, Köln-Raderthal — dzielnica miasta Kolonia w Niemczech, w okręgu administracyjnym Rodenkirchen, w kraju związkowym Nadrenia Północna-Westfalia, na lewym brzegu Renu.